# Казас Михайло Мойсейович
Михайло Мойсейович Казас (нар. 13 вересня 1889, Севастополь, Таврійська губернія, Росія — пом. 23 лютого 1918, Севастополь) — кримський графік караїмського походження.

## Життєпис
Народився в караїмській сім'ї Мойсея Ілліча Казаса (1847-1929), педагога, статського радника та рідного брата караїмського просвітника Іллі Ілліча Казаса. Малювання навчався у Н. М. Янишева в Севастопольському реальному училищі, яке закінчив 1907 року. За порадою Ф. О. Рубо вступив до Мюнхенську академію мистецтв. Закінчив її з відзнакою в 1911 році. Проживав у Франції, Закавказзі, Севастополі, Петрограді. Єдина прижиттєва виставка відбулася в Севастополі в 1910 році на приватній квартирі на вул. Катерининській, де експонувалося понад 100 його робіт: академічні малюнки, етюди натурщиків і тварин, пейзажі Криму, жанрові сцени, серія «Старий Мюнхен», серія ілюстрацій до «Слову о полку Ігоревім» та російських билин, портрети.
З початком Першої світової війни в чині прапорщика мобілізований в Російську імператорську армію. Перед смертю працював над циклами ілюстрацій до віршів А. С. Пушкіна і М. Ю. Лермонтова, серії «Війна і мир», розповідями Гріна, скандинавських і східних епосів.
Убитий революційними матросами 23 лютого 1918 року під час так званих «Варфоломіївська ночей» в Севастополі.
Роботи художника не були втрачені. У своїх спогадах М. П. Крошицький писав: «З огляду на наявність в Севастополі художників-професіоналів, я разом з художником Ю. І. Шпажинським влаштував виставку картин, яка зіграла позитивну роль у справі створення в 1924 році організації художників «Севастопольська Асоціація художників» на реалістичній основі. На ній були представлені живописні, графічні, скульптурні твори всіх членів Асоціації. В окремому залі розміщувалися близько 150 робіт М. М. Казаса».

## Творча спадщина
Роботи М. М. Казаса зберігаються в Сімферопольському художньому музеї.